# NedCar

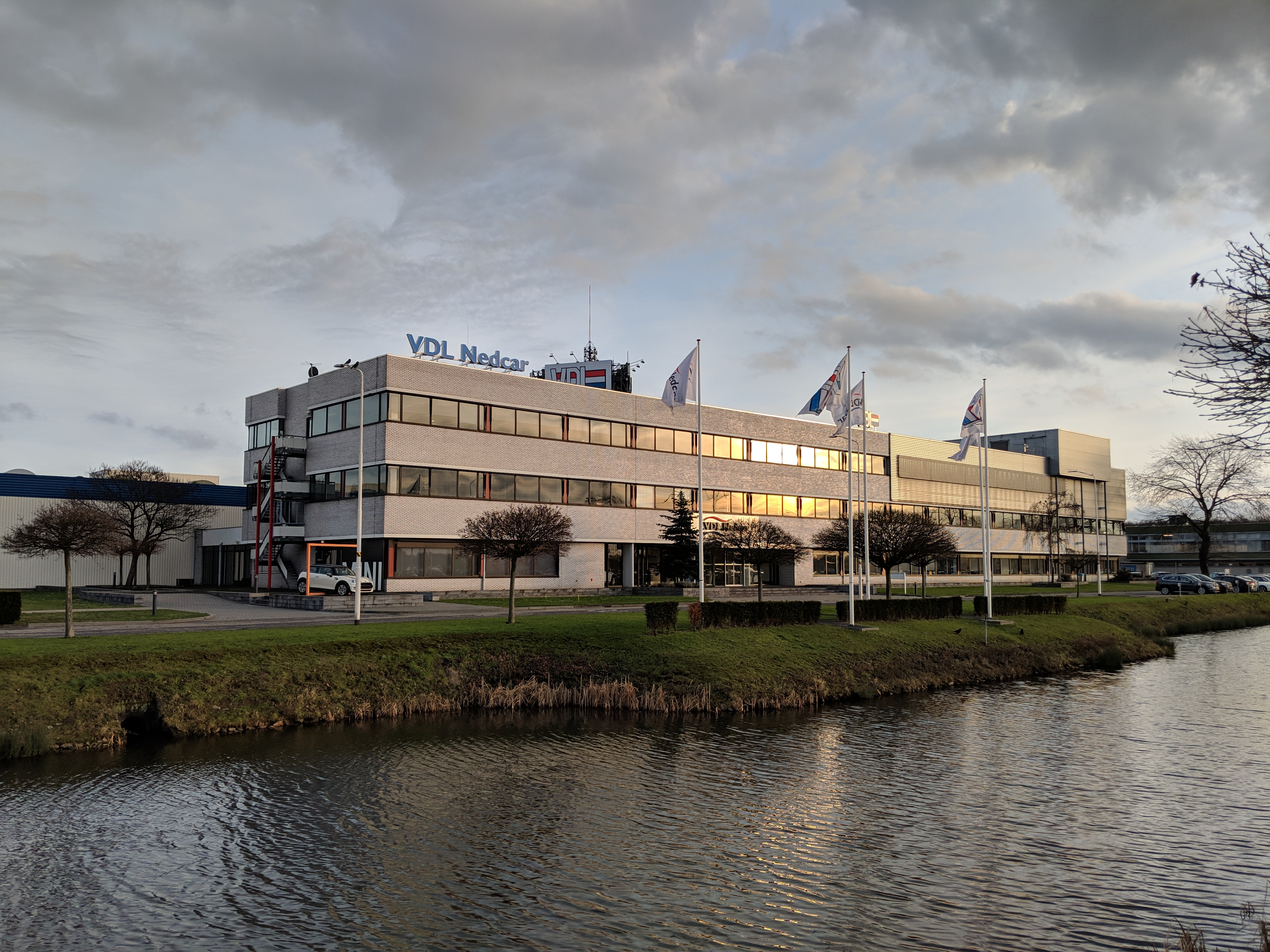
VDL Nedcar

VDL Nedcar, tidigare Netherlands Car B.V., är en nederländsk biltillverkare belägen i Born. NedCar ägs sedan hösten 2012 av industrigruppen VDL Groep.

## Bakgrund
Fabriken uppfördes 1967 av biltillverkaren DAF för att bygga företagets personbilar, som DAF 44 och DAF 55. Sedan Volvo tagit över DAF:s personbilstillverkning 1975 döptes företaget om till Volvo Car B.V. och byggde modeller som Volvo 66 och Volvo 340. I slutet av 1980-talet ersattes dessa modeller av 400-serien, där sportcoupén Volvo 480 var först ut 1987, vilken följdes av halvkombin Volvo 440 1988 och sedanen Volvo 460 1989.
I början av 1990-talet planerade Volvo att lägga ned den olönsamma billverkningen. Nederländska staten var angelägen om att få behålla en stor arbetsgivare och sedan Volvo hittat en strategisk samarbetspartner i Mitsubishi Motors omvandlades Volvo Car BV i augusti 1991 till Netherlands Car B.V, där Volvo, Mitsubishi Motors och den nederländska staten ägde en tredjedel var av företaget.

## NedCar

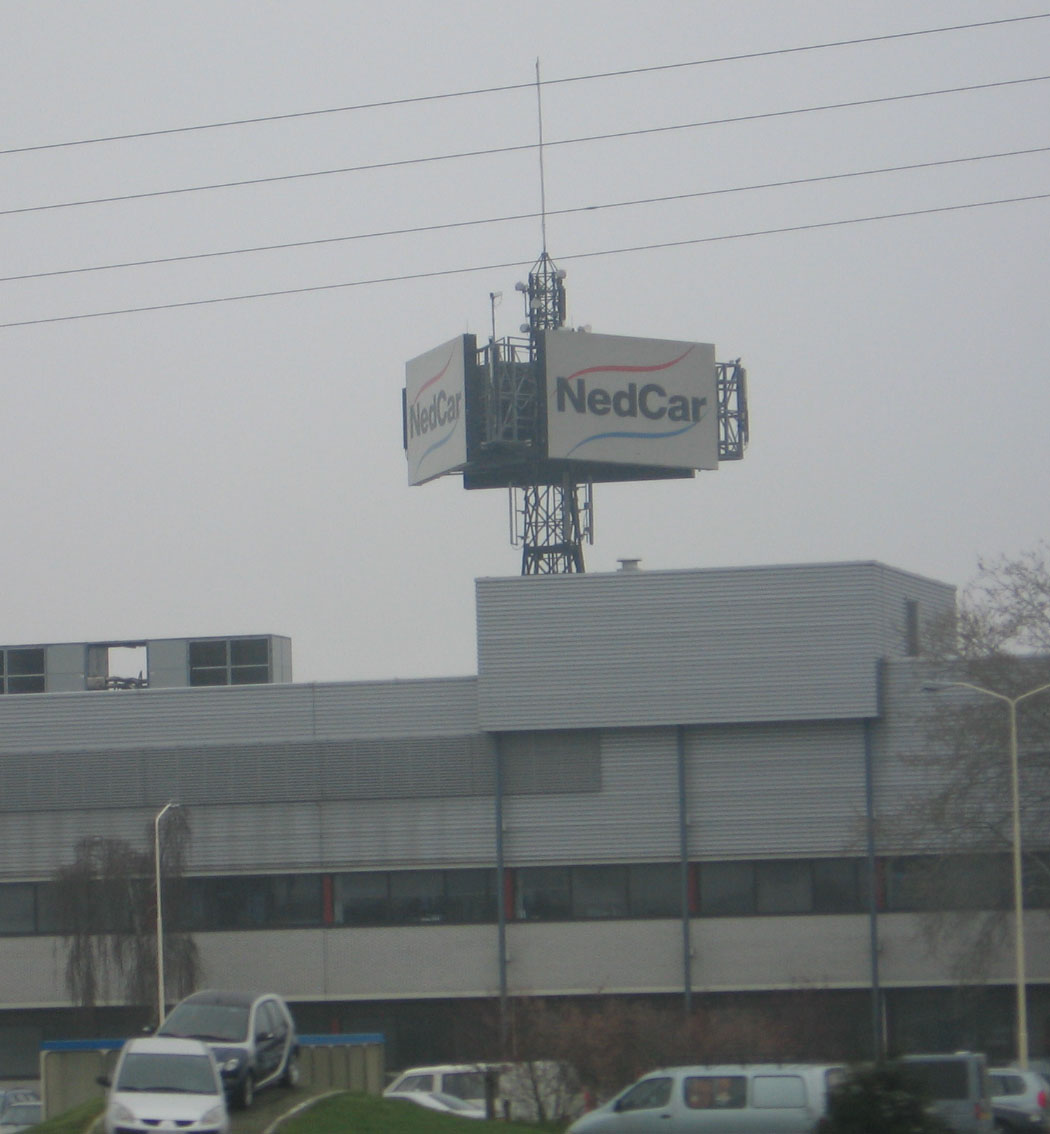
NedCar

Från slutet av 1995 tillverkade NedCar systermodellerna Volvo S40 och Mitsubishi Carisma, och året därpå slutade Volvo 440/460 tillverkas. I februari 1999 sålde den nederländska regeringen sina aktier i NedCar till Volvo och Mitsubishi. Mitsubishi blev ensam ägare till NedCar i mars 2001 när Volvo sålde sina aktier. Volvo övergav slutgiltigt Born 2004 och flyttade tillverkningen av andra generationen S40 med kombimodellen V50 till Gent i Belgien.
Mitsubishi fortsatte tillverkningen av Colt-modellen för europamarknaden. Mellan 2004 och 2006 tillverkades även den kortlivade systermodellen Smart Forfour. Mellan 2008 och 2012 tillverkades även SUV:en Outlander i Born.
År 2012 meddelade Mitsubishi att man avsåg att sälja NedCar på grund av alltför låg beläggning. Företaget köptes av nederländska VDL Groep som förde förhandlingar med BMW om att tillverka Mini i Born från och med 2014. Detta resulterade i tillverkningen av Mini Countryman och BMW X1 2017-2023.